# Cabinet civil secret

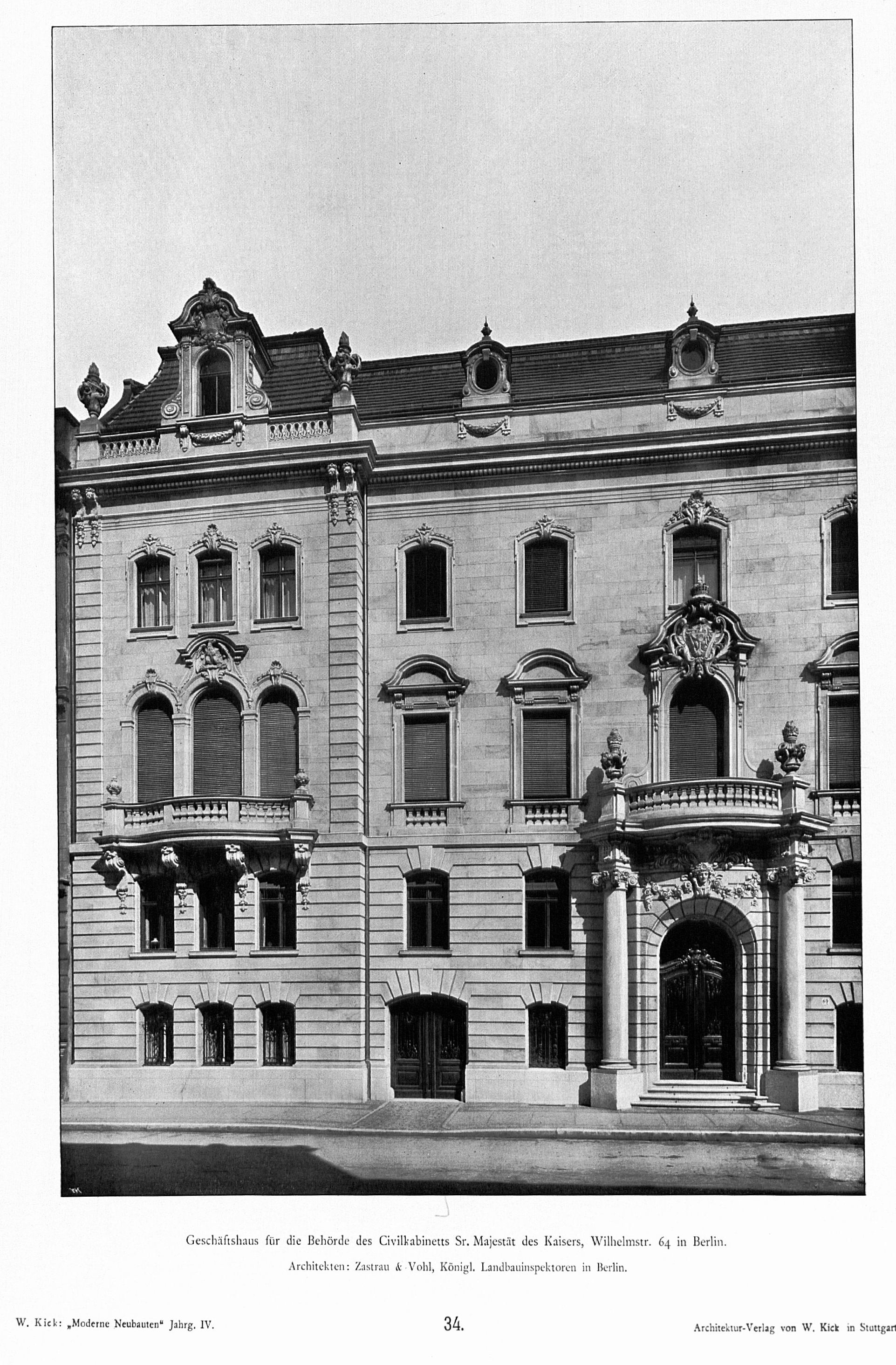
Siège du cabinet civil secret sur la Wilhelmstrasse 64 (1902)

Le Cabinet civil secret est le bureau personnel du roi de Prusse et (à partir de 1871) de l'empereur allemand. Sur la base de sa fonction de personnel consultatif direct auprès du chef d'État, qui existe aux côtés de l'exécutif réel composé d'un État ou d'un gouvernement fédéral régulier, il peut être mieux comparé, selon les normes actuelles, à l'Administration de la présidence fédérale L'adjectif "secret" a la connotation de "familier" ; voir aussi Conseil privé.
À l'époque de l'Empire allemand, la mission du cabinet civil secret consiste notamment à gérer les transactions commerciales entre l'empereur et le chancelier impérial, les autorités impériales ou les offices impériaux ainsi que les gouvernements des États membres de l'Empire allemand représentés au Bundesrat, le plus souvent des princes.
Le siège administratif du cabinet civil secret se trouve à partir de 1902 dans le bâtiment Wilhelmstraße à Berlin Mitte. Le bâtiment classé (depuis 1993 Wilhelmstrasse 54) est aujourd'hui le bureau berlinois du ministère fédéral de l'Alimentation et de l'Agriculture.

## Histoire

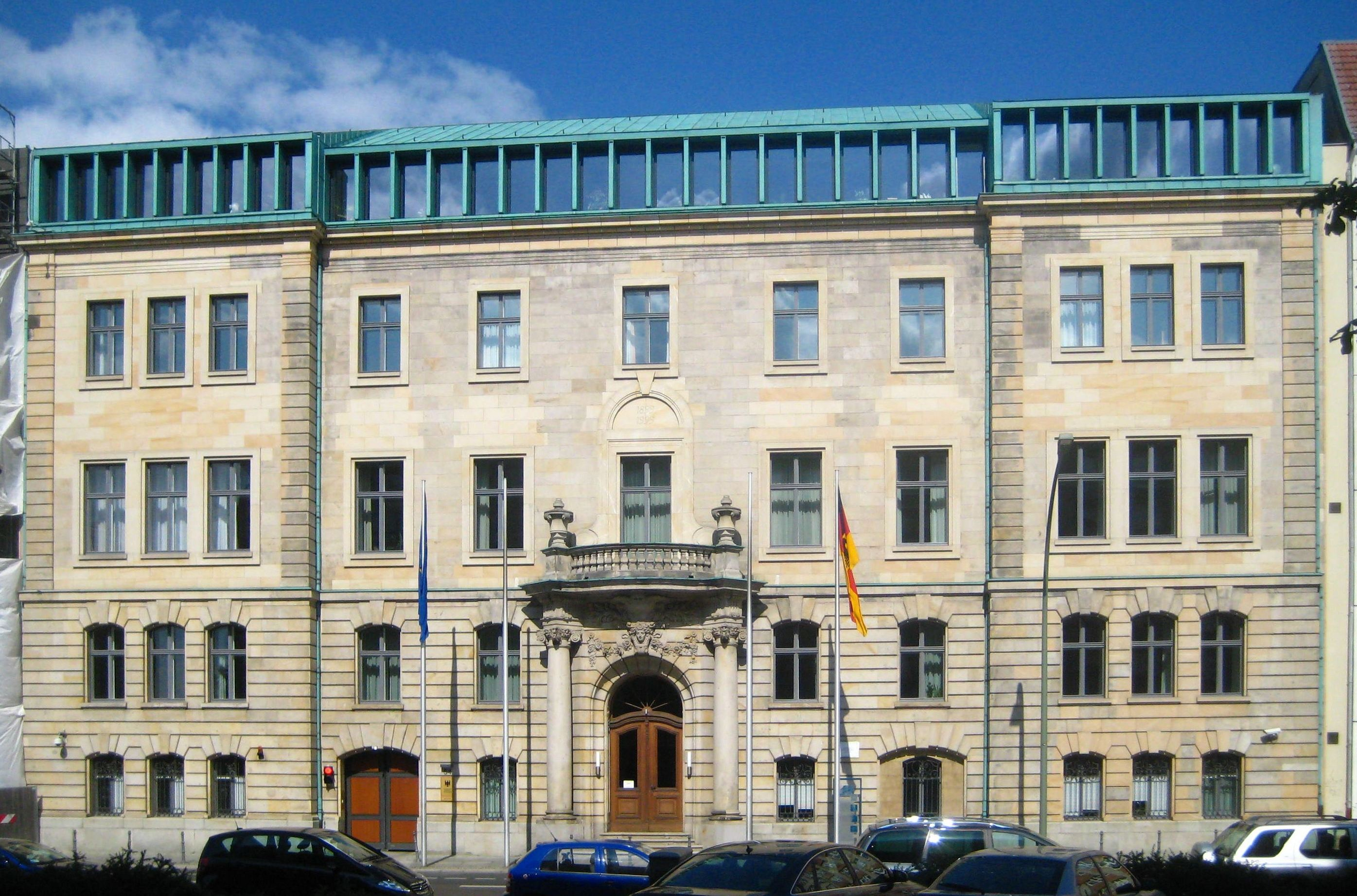
La maison, depuis 1993 sous le nom de Wilhelmstraße 54, il est aujourd'hui le bureau berlinois du ministère fédéral de l'Alimentation et de l'Agriculture

### Royaume de Prusse
Au début du XVIIIe siècle est apparu le système général des cabinets, dans lequel le souverain s'entoure d'un cercle restreint de personnes de confiance avec lesquelles il décide "depuis le cabinet", c'est-à-dire depuis ses appartements privés. Dans le royaume de Prusse, cette forme d'autonomie monarchique est née à l'époque de Frédéric le Grand.
Le cabinet civil secret prussien est créé en 1797 par le roi Frédéric-Guillaume III.

### Après les guerres napoléoniennes
Dans le cadre des réformes Stein-Hardenberg, vom Stein supprime en 1808 le système des cabinets ministériels afin de renforcer le gouvernement. La coexistence de portefeuilles ministériels et d'un cabinet civil, hors de toute responsabilité, est considérée comme une entrave.
En 1853, le cabinet civil est rétabli sous le roi Frédéric-Guillaume IV. Le chef du bureau du ministre-président devient alors également chef du cabinet civil. La réunion des deux fonctions en une seule personne permet de conserver l'appellation de cabinet civil, mais il ne s'agit que d'une modeste organisation de bureau pour le traitement de la correspondance et des affaires privées du roi. Tant que les deux fonctions sont réunies en une seule personne et que le ministre-président responsable ne peut pas être contourné, il n'y a pas d'objection à cette solution.
Sous le prince régent Guillaume (Ier), les deux domaines d'activité sont à nouveau séparés et le simple secrétariat du roi redevient une autorité consultative indépendante, soustraite à tout contrôle extérieur.

### Empire allemand
Après la fondation de l'Empire allemand (de), en 1871, il est également nécessaire de créer un bureau pour l'empereur allemand. Comme le Cabinet civil secret a déjà été chargé des affaires présidentielles fédérales entre 1867 et 1870 sous le roi de Prusse Guillaume Ier, le cabinet civil secret royal prussien se charge également des affaires impériales à partir de 1871. Le fait de confier des tâches impériales aux autorités prussiennes n'est pas un cas particulier. Ainsi, dès 1870, le ministère prussien des Affaires étrangères est repris en tant que ministère des Affaires étrangères de l'Empire. De nombreux autres offices prussiens supérieurs assument des tâches directes pour l'Empire. Par exemple, le ministère prussien de la Guerre, le Grand État-Major général et le cabinet militaire sont également chargés de tâches impériales sans avoir été convertis en bureaux impériaux.
La constitution impériale prévoit que le chancelier impérial sera le conseiller suprême de l'empereur. La position forte de Bismarck a pour conséquence que l'importance du cabinet civil est faible après la fondation de l'Empire. Après le départ de Bismarck, l'importance du Cabinet civil augmente toutefois sensiblement. Ce bureau administratif gouvernemental, tout d'abord situé sur la Dönhoffplatz à Berlin, est doté en 1898/99 de son propre bâtiment néo-baroque au 64 de la Wilhelmstraße, dont les plans de construction sont signés par l'architecte Carl Vohl (de). Le même nouveau bâtiment abrite également le ministère d'État prussien et, dans le bâtiment voisin, la direction de la loterie générale. - Le cabinet civil secret de Sa Majesté l'Empereur et Roi s'occupe essentiellement de toutes les questions de personnel dans le domaine civil. Il s'agit notamment d'informations politiques et de conseils en matière d'administration interne et de politique.

### Dissolution
Après la proclamation de la République en 1918, le Cabinet civil est dissous. Les tâches que le Cabinet civil a assumées pour le roi de Prusse sont transférées au ministère d'État prussien. Le successeur fonctionnel du cabinet civil secret en ce qui concerne les affaires de personnel est le bureau présidentiel du Reich (de). D'autres départements des nouveaux ministères restent dans le bâtiment administratif.

## Organisation
Vers 1900, il se compose d'un chef portant le titre de conseiller de cabinet secret, de deux secrétaires de cabinet secrets et de dix régisseurs secrets.
Chefs de cabinet civil
Le chef du cabinet civil doit s'occuper des affaires entre le gouvernement prussien et le roi : Il présente tous les rapports des ministres et du ministre-président et obtient la signature du roi. Après 1871, le Cabinet civil assume également les mêmes tâches pour toutes les affaires impériales dans lesquelles le roi de Prusse, en tant qu'empereur allemand, a la décision finale.
Les chefs du cabinet civil sont :
- 1852–1866 Erneste Emile Illaire
- 1866–1870 Ferdinand von Mühler
- 1870–1888 Karl von Wilmowski (de)
- 1888–1908 Hermann von Lucanus (de)
- 1908–1918 Rudolf von Valentini
- 01/1918–10/1918 Friedrich von Berg
- 10/1918–11/1918 Clemens von Delbrück

## Utilisation du bâtiment de la Wilhelmstrasse
Après 1936, la direction du Reich du NSDAP emménage dans les bâtiments de la Wilhelmstraße 64 (et 63). Dans les années suivantes, la façade de la rue est simplifiée, c'est-à-dire notamment la décoration architecturale néo-baroque est renversée. Le bâtiment, qui est réparé après des dommages, sert d'abord de résidence étudiante à l'Université Humboldt. Le Secrétariat d'État aux universités et écoles techniques de la RDA, fondé en 1951, utilise le bâtiment comme siège officiel jusqu'en 1970. À l'époque de la RDA jusqu'en 2005, l'école de musique "Hanns-Eisler" utilise une partie du bâtiment. De 1970 à 1990, la maison d'édition d'État de la République démocratique allemande (de) a son siège dans le bâtiment. Lorsque des immeubles de bureaux sont nécessaires pour le nouveau gouvernement fédéral après la réunification, le bâtiment de Wilhelmstraße 64 (maintenant renuméroté avec le n ° 54) est remodelé, les vestiges du mobilier de l'époque impériale et national-socialiste étant préservés. Le grenier d'après-guerre est reconstruit et modelé sur le bâtiment historique. Depuis l'an 2000, le bâtiment de Berlin est le siège de l'actuel ministère fédéral de l'Alimentation et de l'Agriculture.